# Vol spatial
Pour les articles homonymes, voir Vol.
 (janvier 2018).
Si vous disposez d'ouvrages ou d'articles de référence ou si vous connaissez des sites web de qualité traitant du thème abordé ici, merci de compléter l'article en donnant les références utiles à sa vérifiabilité et en les liant à la section « Notes et références ».
Le vol spatial est le mouvement d'un astronef dans et à travers l'espace. Le vol spatial est utilisé dans le cadre de l'exploration spatiale, et dans les activités commerciales liées telles que le tourisme spatial et les satellites de télécommunication. D'autres usages non commerciaux sont également recensés, tels que les télescopes spatiaux et les satellites espions ou ceux d'observation de la planète.
Un vol spatial débute par un lancement, procurant la poussée initiale permettant d'outrepasser la force de gravitation et d'arracher le vaisseau de la surface terrestre. Une fois dans l'espace, le mouvement du vaisseau, qu'il soit propulsé ou non, est déterminé par les lois de la mécanique spatiale. Certains engins spatiaux restent dans l'espace indéfiniment, certains se désintègrent pendant leur rentrée atmosphérique et d'autres atteignent la surface pour un atterrissage ou un impact.

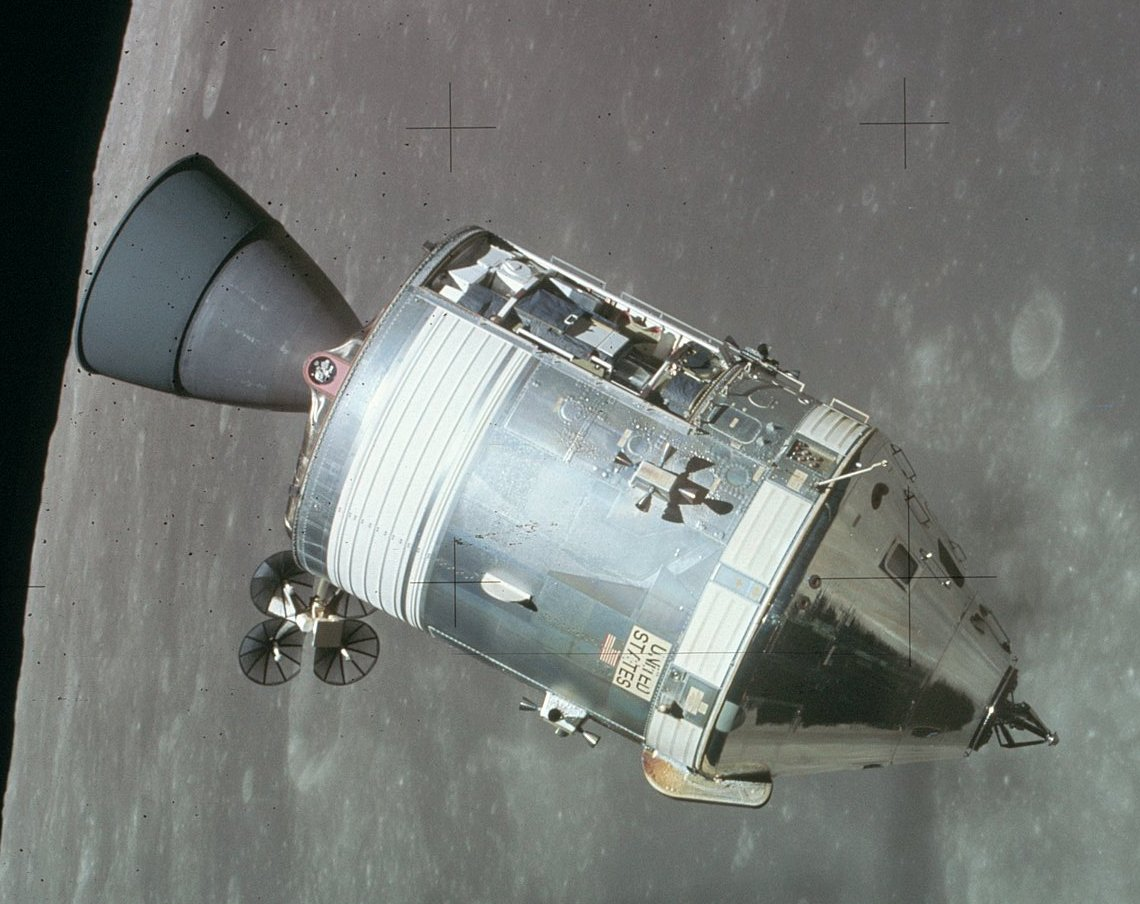
Module CSM Apollo en orbite lunaire.

## Histoire
La première proposition théorique de voyage spatial à l'aide de fusées a été publiée par l'astronome et mathématicien écossais William Leitch, dans un essai de 1861 intitulé "A Journey Through Space". Mais l'ouvrage le plus connu sur ce sujet reste le travail Konstantin Tsiolkovsky, "Исследование мировых пространств реактивными реактивными приборами". (The Exploration of Cosmic Space by Means of Reaction Devices en anglais), publié en 1903. 
En 1919, le vol spatial devient théoriquement possible car l'ingénieur américain Robert H. Goddard publie A Method of Reaching Extreme Altitudes (Une méthode pour atteindre des altitudes extrêmes), dans lequel il explique l'utilisation de tuyères de de Laval dans le cadre de fusées à propergols liquides, afin de produire la puissance nécessaire à un voyage interplanétaire. Cet ouvrage influença grandement les ingénieurs allemands Hermann Oberth et Wernher von Braun, futurs acteurs clés de l'astronautique moderne.
Le 3 octobre 1942, ce dernier fait décoller la première fusée à atteindre l'espace : il s'agit d'une fusée A4, plus connue sous la désignation de V2. Cet évènement marque le lancement de la première production industrielle de fusées, le V2 étant l'ancêtre commun des ICBM actuels et des lanceurs spatiaux modernes. Le pas en avant que constitue la réussite technologique du V2 a ouvert la voie à la conquête de l'espace.
Quinze ans plus tard, le 4 octobre 1957, une fusée R-7 Semiorka soviétique place le premier satellite artificiel, Spoutnik 1, en orbite autour de la Terre et le premier vol spatial habité est effectué par le cosmonaute soviétique Youri Gagarine, le 12 avril 1961 à bord de Vostok 1.
À l'heure actuelle, la fusée reste le seul moyen utilisé pour s'affranchir de la gravité terrestre.
Le vol spatial privé, c'est-à-dire non financé par des états, mais par des entreprises, a commencé à apparaître avec l'envoi de satellites. Rapidement après les premières réussites de vol spatial, des espoirs de voyages ou de vie dans l'espace à des fins de tourisme sont apparus. Ces espoirs restent en attente faute de technologie et de financements, mais le projet SpaceShipTwo a pour but de permettre des vols privés après 2010.

## Généralités
On peut distinguer plusieurs types de vols spatiaux selon les orbites décrites :
- les vols balistiques, où l'engin retombe sur Terre ;
- les vols orbitaux, où l'engin reste en rotation autour de la Terre ;
- les vols interplanétaires, où l'engin visite une autre planète ;
- les vols interstellaires, où l'engin se déplace vers une autre étoile.

De nombreuses missions spatiales sont composées de différentes phases relevant
de ces catégories. Par exemple, certaines missions martiennes visent à placer un objet en orbite autour de Mars et sont donc composées d'une phase interplanétaire puis d'une phase orbitale.
Dans certains cas, on se dirige vers d'autres lieux encore, comme les points de Lagrange, mais les techniques restent identiques.

## Vol spatial au départ de la Terre

### Atteindre l'espace
La définition généralement acceptée de la limite entre l'atmosphère terrestre et l'espace est appelée ligne de Kármán, du nom du physicien hongro-américain, Theodore von Kármán, qui calcula l'altitude à partir de laquelle l'atmosphère devient trop ténue pour des applications aéronautiques. Cette ligne se situe à 100 km d'altitude, mais il existe des références américaines fixant la ligne de Kármán à 50 miles d'altitude, soit 80 km, pour des raisons mnémotechniques.

#### Le vol suborbital
Lors d'un vol spatial suborbital, l'astronef atteint l'espace mais ne se met pas en orbite. De ce fait, sa trajectoire le ramène vers la surface de la Terre. Les vols suborbitaux peuvent durer plusieurs heures, et Pioneer 1, la première sonde envoyée par la NASA dans le but d'atteindre la Lune en est l'exemple. Une avarie partielle fit prendre à la sonde une trajectoire suborbitale d'une altitude de 113 854 km avant de rentrer dans l'atmosphère 43 heures après son lancement.
Le 17 mai 2004, la Civilian Space eXploration Team (en) a lancé la fusée GoFast pour le premier vol amateur spatial suborbital. Le 21 juin 2004, SpaceShipOne fut utilisé pour le premier vol spatial habité à financement privé.

#### Le vol orbital
Un vol orbital minimal nécessite une vitesse beaucoup plus importante qu'un vol suborbital minimal, et, par conséquent, est technologiquement plus difficile à réaliser. Pour parvenir à un vol orbital, la vitesse tangentielle autour de la Terre importe autant que l'altitude atteinte. Dans l'optique de réaliser un vol stable et durable, la vitesse de l'astronef doit rendre possible une orbite fermée.

#### L'ascension directe
Pour les voyages interplanétaires, il n'est pas absolument nécessaire d'atteindre une orbite fermée à condition que le vaisseau atteigne la vitesse d'échappement. Cette vitesse est de 11 km/s sur Terre. C'est de cette manière que les tout premiers véhicules spatiaux soviétiques ont atteint de très hautes altitudes sans mise sur orbite. La NASA étudia également l'ascension directe au début du programme Apollo, notamment avec la fusée Nova, mais abandonna l'idée à la suite de considérations de masse. Plusieurs sondes spatiales inhabitées ont été envoyées en employant l'ascension directe, c'est-à-dire qu'elles n'effectuèrent pas d'orbite autour de la Terre avant de traverser l'espace. 
Actuellement, les plans pour les futurs vols spatiaux habités comprennent souvent l'assemblage de l'astronef en orbite autour de la Terre, excluant de fait ce type de lancement.

### Pas de tirs et astroport

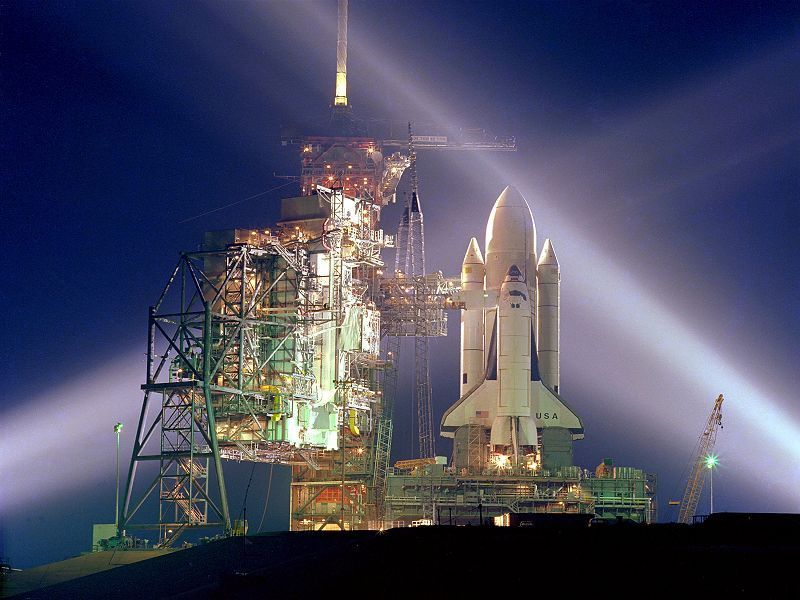
Navette Columbia sur son pas de tir, lors de la mission STS 1.

Un pas de tir est une infrastructure fixe conçue pour permettre le décollage de véhicules aérospatiaux. Cela consiste généralement en une tour de lancement autorisant l'accès aux différents étages du lanceur, ainsi que d'une fosse destinée à accueillir en partie la flamme du blast-off. L'ensemble est entouré d'équipement permettant d'ériger les lanceurs, de les maintenir et d'en faire le plein. Un astroport peut englober plusieurs pas de tirs. 
Ces deux types d'infrastructures sont généralement placées à l'écart des habitations, pour des raisons de sécurité et de pollution sonore.
Un lancement ne peut se faire que dans une fenêtre de temps bien précise, définie par la position des corps célestes et de leur orbite relativement au site de lancement. L'influence principale est celle de la Terre elle-même.

### Rentrée dans l'atmosphère et atterrissage/amerrissage

#### Rentrée atmosphérique
Les véhicules en orbite possèdent une grande énergie cinétique qu'ils doivent dissiper afin de pouvoir atterrir sans se sublimer dans l'atmosphère. Cette dissipation requiert des méthodes spéciales de protection contre l'échauffement aérodynamique.
La théorie sur laquelle repose l'approche scientifique de la rentrée atmosphérique est due à Harry Julian Allen. Se basant sur cette théorie, les véhicules spatiaux présentent, au moment de leur rentrée dans l'atmosphère, une forme arrondie permettant de faire en sorte que moins de 1 % de l'énergie cinétique convertie en chaleur n'atteigne l'astronef.

#### Atterrissage et amerrissage
Les capsules des projets Mercury, Gemini et Apollo ont toutes amerri. Elles étaient conçues pour atterrir à des vitesses faibles. Les capsules russes Soyouz sont conçues pour atterrir sur la terre ferme et utilisent des rétrofusées pour le freinage.
Les navettes spatiales planent et touchent leur piste d'atterrissage de façon tangentielle et à haute vitesse.

#### Récupération

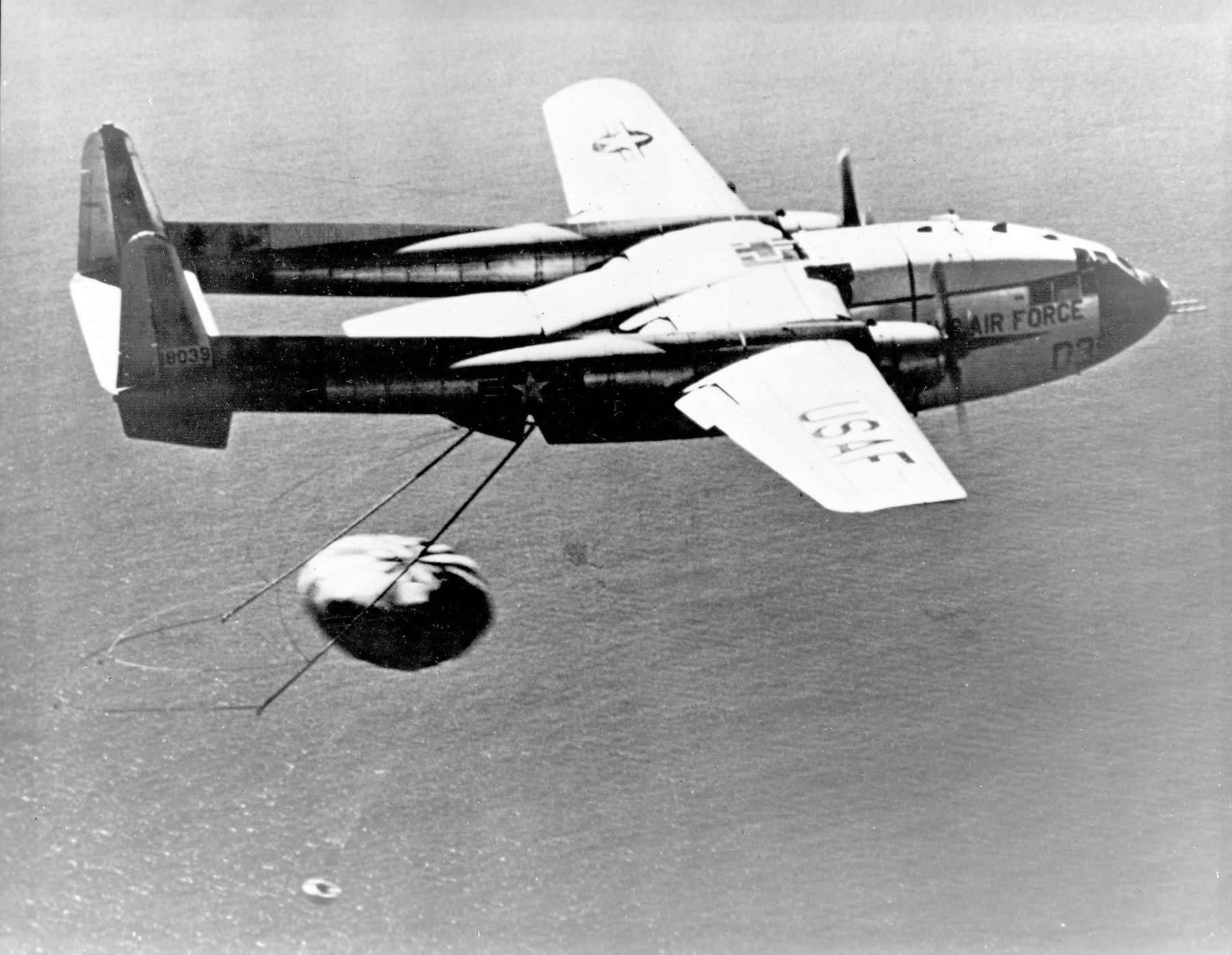
Récupération en vol de la capsule Discoverer 14.

Après un atterrissage réussi, l'astronef, ses occupants et sa cargaison peuvent être récupérés. Il arrive parfois que cette récupération se fasse en vol, donc avant l'atterrissage, pendant que l'astronef descend en parachute. Un avion spécialement équipé l'attrape alors au vol. Cette méthode est utilisée notamment pour récupérer les films provenant des satellites espions Corona.

### Lanceurs astronautiques à usage unique
Actuellement, tous les astronefs, excepté la navette spatiale américaine et le Falcon 1 de SpaceX, utilisent une fusée multi-étages pour atteindre l'espace.

### Lanceurs astronautiques réutilisables

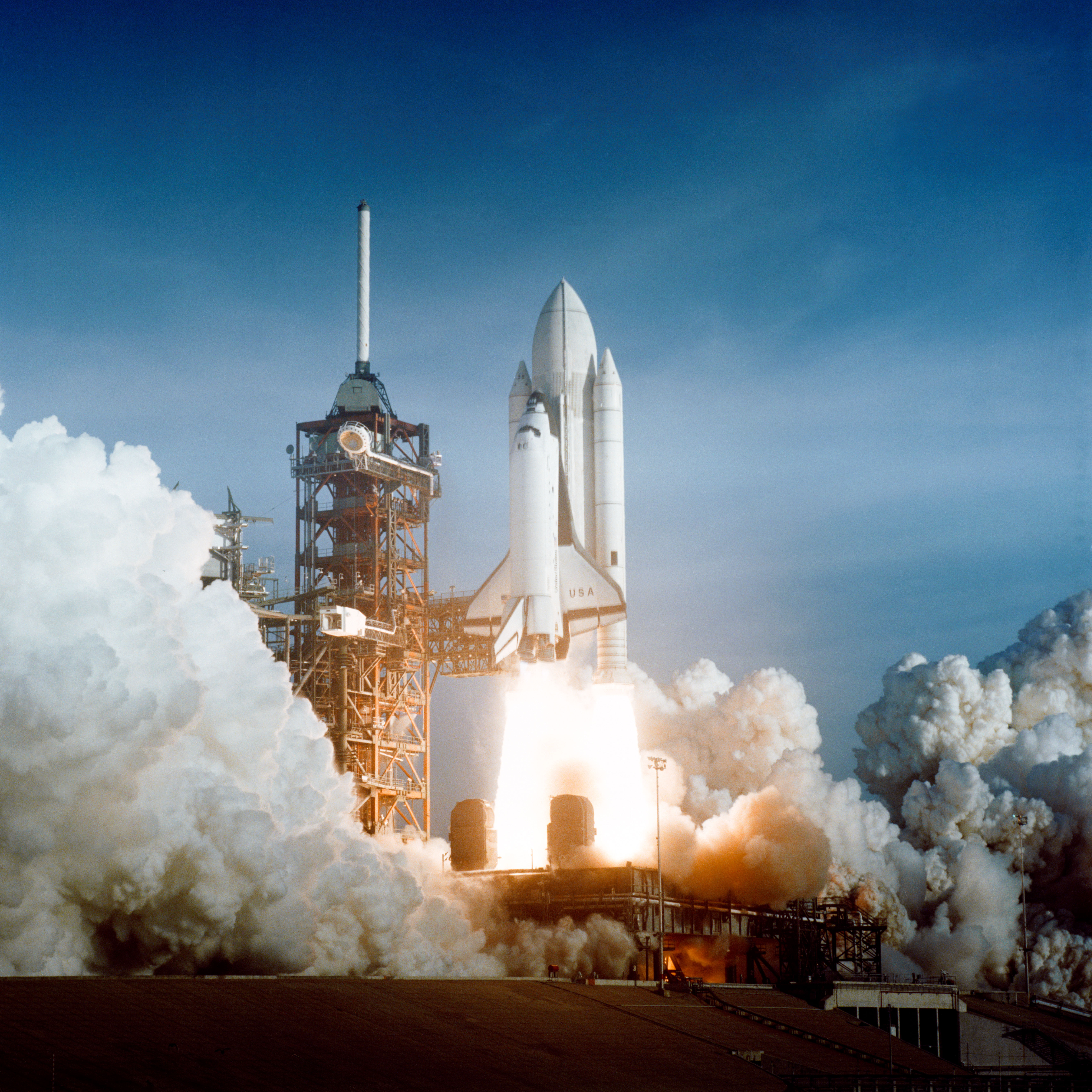
La navette spatiale Columbia, le 12 avril 1981 (NASA).

Le premier astronef réutilisable, le X-15, fut lancé depuis les airs sur une trajectoire suborbitale le 19 juillet 1963. Le premier astronef partiellement réutilisable et susceptible d'être mis en orbite, la navette spatiale, fut lancée par les États-Unis pour le vingtième anniversaire du vol de Youri Gagarine, le 12 avril 1981. Six navettes de ce type furent construites, toutes ayant volé dans l'atmosphère terrestre et cinq d'entre elles ayant volé dans l'espace. La navette prototype, l'Enterprise ne fut utilisée que dans le cadre d'essais de manœuvre d'approche et d'atterrissage, lancée depuis le dos d'un Boeing 747 et atterrissant en planant sur la base aérienne d'Edwards. La première navette à atteindre l'espace fut Columbia, suivie par Challenger, Discovery, Atlantis et Endeavour. Cette dernière fut construite pour remplacer Challenger qui explosa en janvier 1986. Columbia, quant à elle, se désagrégea lors de sa rentrée dans l'atmosphère en février 2003.
Le premier astronef partiellement réutilisable automatique fut la navette soviétique Bourane, lancé le 15 novembre 1988, et n'ayant réalisé qu'un seul vol. Cet avion spatial avait été conçu pour emmener un équipage humain et ressemblait fortement à son homologue américain, bien que la navette soviétique ne disposait pas de propulseur principal propre. Le manque de fonds, aggravé par la dissolution de l'URSS, mit fin prématurément au programme.
Conformément à la Vision pour l'exploration spatiale, la navette spatiale a été retirée du service en 2011 en raison principalement de son âge avancé et du coût élevé du programme, qui a atteint plus d'un milliard de dollars par vol. Le rôle de la navette en matière de transport des personnes doit être remplacé par le véhicule d'exploration des équipages (CEV) partiellement réutilisable au plus tard en 2021. Le rôle de la navette dans le transport de marchandises lourdes doit être remplacé par des fusées non réutilisables telles que le lanceur Evolved Expendable Launch Vehicle (EELV) ou un lanceur dérivé de navette.
Scaled Composites SpaceShipOne était un avion spatial suborbital réutilisable qui a transporté les pilotes Mike Melvill et Brian Binnie sur des vols consécutifs en 2004 pour gagner le Prix Ansari X. La société SpaceShip Company construira son successeur SpaceShipTwo. Une flotte de SpaceShipTwos exploitée par Virgin Galactic prévoyait de commencer des vols spatiaux privés réutilisables transportant des passagers payants (touristes de l'espace) en 2008, mais cela a été retardé en raison d'un accident dans le développement de la propulsion

## Technologies
L'un des aspects majeurs du vol spatial réside dans les moyens de propulsion.
Les technologies de propulsion spatiale utilisées sont nombreuses, mais la plus courante reste la propulsion chimique, tandis que la propulsion électrique commence à se répandre.

## Enjeu des satellites
Les satellites sont un enjeu puisqu'ils permettent l'observation de la Terre. Ils interviennent également dans les communications téléphoniques, les prévisions météo et dans le GPS.
Par conséquent, ils sont importants pour l'armée puisque de nombreux matériels militaires dépendent du GPS. Ils fournissent également de nombreux renseignements aux armées (identification, localisation, photos) et permettent la retransmission de signaux.
C'est aussi un enjeu économique. Par exemple, en 2017 en Indonésie, un accident de satellite a causé une panne de 1500 distributeurs de billets pendant plusieurs semaines.